# Ngọt ngào em yêu
Ngọt ngào em yêu (tiếng Hàn: 내사랑 못난이, Naesa rang Motnanyi) là một bộ phim truyền hình Hàn Quốc 2006. Phim chiếu trên SBS vào mỗi tối thứ 6 từ ngày 11 tháng 8 đến 13 tháng 10 năm 2006 gồm 16 tập.

## Phân vai
- Kim Ji-young vai Jin Cha Yeon
- Kim Yoo-suk vai Lee Ho Tae

Gia đình của Shin Dong Joo
- Park Sang-min vai Shin Dong Joo
- Kyung Joon vai Shin Dong Hyun
- Kim Chang-sook vai Cô Jung
- Yeo Woon-kye vai bà của Dong Joo

Gia đình của Jung Seung Hye
- Wang Bit-na vai Jung Seung Hye
- Park Young-ji vai Chairman Jung
- Park Da-an vai Choi Eun Woo

Nhân vật khác
- Park Hye-young vai Seo Yoo Kyung
- Kim Ha-kyoon vai Shin Dae Tong
- Joo Hyun vai Park Pung Soo
- Yoon Young-joon vai Kim Soo Hyuk
- Park Sun-young vai Suh Hyun Joo